# Birkhall

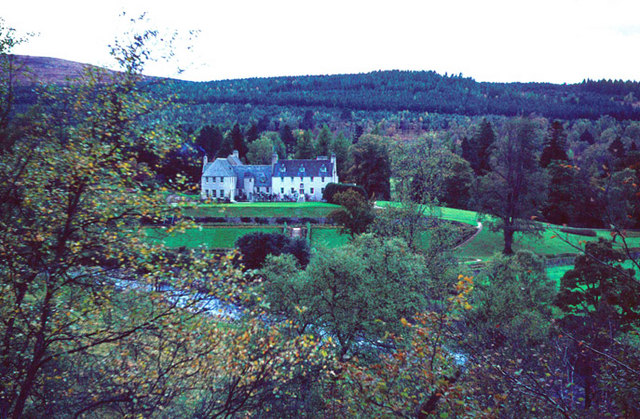
Blick auf Birkhall

Birkhall (von Scots Birk Hauch „Birken-Feuchtwiese“) ist ein 210 km² großes Anwesen südwestlich von Ballater am Muick in der Royal Deeside, Aberdeenshire, Schottland gelegen. Seit 2002 ist es der schottische Landsitz des britischen Königs Charles III.

## Geschichte
Das Anwesen wurde 1745 von der schottischen Familie Farquharson erbaut, gelangte von ihr an Mitglieder der Familie Gordon und wurde 1849 von Prinz Albert, dem Ehemann von Königin Victoria, für ihren ältesten Sohn Edward, Prince of Wales und zur Abrundung von Balmoral Estate erworben. Edward nutzte Birkhall nur ein einziges Mal – er bevorzugte das größere Abergeldie Castle, sodass es Königin Victoria im Jahr 1884 von ihm zurückkaufte, um für die Zeit der königlichen  Sommerfrischen in Balmoral genügend Platz für die weitläufige Familie und die Dienerschaft zu haben. Ab dem späten 19. Jahrhundert wurde es von Dighton Probyn, dem Schatzmeister von König Eduard VII., genutzt.
Sein Sohn George V. gab Birkhall in den 1930er Jahren zur Nutzung an seinen zweitgeborenen Sohn  Albert, Duke of York und dessen Frau Elizabeth Bowes-Lyon, die hier mit ihren Kindern, den Prinzessinnen Elizabeth – der 2022 verstorbenen Königin Elizabeth II. – und Margaret bis zur Krönung Alberts zu König George VI. im Jahr 1937 ihre Ferien verbrachten. Sie renovierten das Haus grundlegend und ließen auch den Garten in weiten Teilen neu anlegen.
Ab 1947 diente es Prinzessin Elizabeth und ihrem Mann Philip, Duke of Edinburgh als Sommersitz. Nach dem Tod des Vaters Georg VI. wurde es ab 1953 wieder von ihrer Mutter genutzt. Das Gut gehört zum königlichen Privatbesitz von Balmoral. Seit dem Tod der Königinmutter nutzt es ihr Enkel Charles, der hier 2005 auch die Flitterwochen mit seiner zweiten Ehefrau Camilla verbrachte. Die Königinmutter hatte 1952 das weiter nördlich an der Küste gelegene Castle of Mey erworben, das sie ebenfalls als Sommersitz nutzte und einem Trust hinterließ; es wird einmal pro Jahr heute gleichfalls von König Charles bewohnt.

## Das Gebäude
Im Jahr 1715 erbaut erfolgten im 19. und 20. Jahrhundert etliche An- und Umbauten. Heute zeigt sich Birkhall als ein L-förmiger Gebäudekomplex im ländlichen Stil mit cremeweißer Fassade und Dächern in Schiefereindeckung. Der talseitig zeigende Flügel ist rotund ausgeformt, dazu ein runder Treppenturm mit Helmdach. An der Zufahrt befindet sich ein kleiner Wachpavillon mit ebenfalls schiefergedeckter Dachhaube.

## Der Garten
Bis Ende der 1950er Jahre bestand der Garten aus einer weitgehenden Rasenfläche. Bereits in den 1930er Jahren erstellte Planungen wurden erst ab den 1960er Jahren von Königin Elisabeth, der Königinmutter, umgesetzt und von ihrem Enkel Charles weiter betrieben – unter Berücksichtigung der klimatisch nicht immer einfachen Verhältnisse. Heute zeigt sich der Garten mit Hecken, Blumenspalieren und üppigen Beeten eingebettet in den umgebenden Wald. Im Garten befindet sich auch ein reetgedecktes, rundes Spielhaus im keltischen Stil, das in den 1930er Jahren für die Prinzessinnen Elizabeth und Margaret errichtet wurde. Am Ende des Anwesens überspannt eine im Jahr 1880 errichtete eiserne Hängebrücke den River Muick.